# Crepidosceles butyrea
Crepidosceles butyrea är en fjärilsart som beskrevs av Turner 1940. Crepidosceles butyrea ingår i släktet Crepidosceles och familjen praktmalar, Oecophoridae. Inga underarter finns listade i Catalogue of Life.